# Копіна (Луківський повіт)
Копіна (пол. Kopina) — село в Польщі, у гміні Станін Луківського повіту Люблінського воєводства.
Населення — 347 осіб (2011).
У 1975-1998 роках село належало до Седлецького воєводства.

## Демографія
Демографічна структура станом на 31 березня 2011 року:
|          | Загалом | Допрацездатний вік | Працездатний вік | Постпрацездатний вік |
| -------- | ------- | ------------------ | ---------------- | -------------------- |
| Чоловіки | 180     | 51                 | 103              | 26                   |
| Жінки    | 167     | 45                 | 87               | 35                   |
| Разом    | 347     | 96                 | 190              | 61                   |